# Нао Кодайра
Нао Кодайра (на японски: 小平 奈緒) е японска състезателка по бързо пързаляне с кънки. Олимпийска шампионка и сребърна медалистка от зимните олимпийски игри в Пьонгчанг през 2018 г..
Такаги е родена на 26 май 1986 г. в Тино, префектура Нагано.
Няма загуба в последните си 10 старта за Световната купа – 7 победи на 500 м и 3 на 1000 м.
Дебюта си за Световната купа прави през 2006 г.

## Лични рекорди
- 500 метра – 36,50 (8.12.2017,  Солт Лейк Сити) – Национален рекорд
- 1000 метра – 1.12,09 (10.12.2017,  Солт Лейк Сити) – Световен рекорд
- 1500 метра – 1.55,40 (19.2.2011,  Солт Лейк Сити)
- 3000 метр – 4.21,53 (22.10.2010  Япония Нагано)

## Успехи
Олимпийски игри:
- Шампион (1): 2018
- Сребърен медал (2): 2010 и 2018

Световно първенство:
- Шампион (2): 2017
- Сребърен медал (1): 2017
- Бронзов медал (1): 2015

Азиатски игри:
- Шампион (2): 2017
- Бронзов медал (1): 2011

Универсиада:
- Шампион (1): 2009
- Сребърен медал (1): 2007
- Бронзов медал (1): 2009

### Олимпийски игри
| Олимпиада      | 500 м. | 1000 м. | 1500 м. | 5000 м. | Масов старт | Отборно преследване |
| -------------- | ------ | ------- | ------- | ------- | ----------- | ------------------- |
| 2010 Ванкувър  | -      | -       | -       | -       | -           | Сребро              |
| 2018 Пьонгчанг | Злато  | Злато   | -       | -       | -           | -                   |